# Aethiothemis diamangae
Aethiothemis diamangae là loài chuồn chuồn trong họ Libellulidae. Loài này được Longfield mô tả khoa học đầu tiên năm 1959.